# 835
Năm 835 là một năm trong lịch Julius.